# Stara reka (obwód Jamboł)
Stara reka (bułg. Стара река) – wieś w południowo-wschodniej Bułgarii, w obwodzie Jamboł, w gminie Tundża. Według danych Narodowego Instytutu Statystycznego, 31 grudnia 2011 roku wieś liczyła 286 mieszkańców.